# Före detta fruars klubb
Före detta fruars klubb (The First Wives Club), amerikansk komedi från 1996 regisserad av Hugh Wilson. Huvudrollerna spelas av Bette Midler, Goldie Hawn och Diane Keaton. Filmen är baserad på romanen med samma namn av Olivia Goldsmith.

## Handling
Bette Midler, Goldie Hawn och Diane Keaton porträtterar tre medelålders Manhattankvinnor som har mer än en långvarig vänskap gemensamt. Efter att i åratal har hjälpt sina män att klättra på karriärstegen, har de alla blivit dumpade av sina män för en yngre kvinna. Men trion är fast besluten att vända motgång till medgång. De smider finurliga planer för att slå till mot männens ömmaste punkt - plånboken!

## Rollista
- Bette Midler – Brenda Cushman
- Goldie Hawn – Elise Elliot
- Diane Keaton – Annie Paradis
- Maggie Smith – Gunilla Garson Goldberg
- Dan Hedaya – Morton Cushman
- Sarah Jessica Parker – Shelly Stewart
- Stockard Channing – Cynthia Swann Griffin
- Victor Garber – Bill Atchison
- Stephen Collins – Aaron Paradis
- Elizabeth Berkley – Phoebe LaVelle
- Marcia Gay Harden – Dr. Leslie Rosen
- Bronson Pinchot – Duarto Feliz
- Jennifer Dundas – Chris Paradis
- Eileen Heckart – Catherine MacDuggan
- Philip Bosco – Uncle Carmine Morelli
- Lea DeLaria – lesbisk tjej från gaybaren